# Суркова Наталія Станіславівна
Наталя Станіславівна Суркова (14 березня 1967, Горький, СРСР) — радянська і російська акторка театру і кіно. Заслужена артистка РФ (2002).

## Біографічні відомості
У 1986 році закінчила акторське відділення Горьківського театрального училища (творчий керівник — Р. Я. Левіте) і вступила до трупи Молодого театру при «Ленконцерті».
З 1989 року — актриса Санкт-Петербурзького державного Молодіжного театру на Фонтанці.

## Фільмографія
- «Ось знову цей двір» (1986)
- «Кінець операції „Резидент“» (1986, епізодична роль)
- «Марія Магдалина» (1990, русалка)
- «Вулиці розбитих ліхтарів» (1997—1998, т/с; Тетяна Василівна, завідувач лазні)
- «Гладіатрикс» (2001, Корнелія)
- «Лінії долі» (2003, т/с; Жанна, ворожка)
- «Свої» (2004, Анна)
- «Майстер і Маргарита» (2005, т/с; Анна Річардівна, секретар Прохора Петровича)
- «Убивча сила 6» (2005, т/с; Ірина Вірігіна)
- «Фаворит» (2005, т/с; Катерина II)
- «Столипін… Невивчені уроки» (2006, т/с; Ольга Борисівна Нейгарт-Столипіна)
- «12» (2007, суддя)
- «Мушкетери Катерини» (2007, т/с)
- «18—14» (2007, княгиня Аграфена Волконська)
- «Червоні перли кохання» (2008, Олександра Євгенівна)
- «Гра» (2008, Віра Павлівна)
- «Брати Карамазови» (2009, т/с; Аріна Петрівна Снєгірьова)
- «Одна війна» (2009, мама Шура)
- «Стомлені Сонцем 2: Передстояння» (2010, Катерина)
- «Ми з майбутнього 2» (2010, жінка в хаті)
- «Шлях у порожнечу» (2012, т/с; Ніна Петрівна, провідниця)
- «7 головних бажань» (2013, лікар)
- «Сонячний удар» (2014, господиня готелю)
- «Дурень» (2014, мер Галаганова)
- «Велика» (2015, т/с; імператриця Єлизавета Петрівна)
- «Халупа боржника» (2017, т/с; обвинувачка на суді)
- «Лікар Ріхтер» (2017, т/с (1-й сезон, 8-а серія); Марія Володимирівна Фідяніна, мама Матвія)
- «Короп відморожений» (2017, Галина Дорменєєва, реєстратор РАГСу)
- «Курча смажене» (2019, т/с; теща)
- «Бомба» (2020, т/с; Вероніка Леопольдівна)
- «Угрюм-ріка» (2021, т/с; Марія Кирилівна Громова, купчиха, дружина Петра, мати Прохора)
- «Актриси» (2023, т/с; Люба, помічник режисера)

## Визнання і нагороди
- 2002 — Заслужена артистка Російської Федерації — за заслуги в галузі мистецтва[2]
- 2004 — Лауреат премії «Золотий овен» у номінації «Найкраща роль другого плану» («Свої»)[3]
- 2004 — Спеціальний приз Гільдії акторів американського кіно за роль у фільмі «Свої»
- 2007 — Кінофестиваль «Віват, кіно Росії!» (Санкт-Петербург) — Приз за найкращу жіночу роль (Катерина II, телесеріал «Фаворит»)
- 2009 — Кінофестиваль «Амурська осінь» у Благовіщенську — Приз за найкращу жіночу роль («Одна війна», реж. Віра Глаголєва)
- 2015 — Національна премія кінокритики і кінопреси «Білий слон» за 2014 рік у номінації «Найкраща жіноча роль другого плану» за роль Ніни Галаганової у фільмі Юрія Бикова «Дурень»
- 2015 — V Забайкальський міжнародний кінофестиваль у Читі — Приз у номінації «Найкраща актриса» («Дурень»)
- 2018 — Перший відкритий фестиваль популярних кіножанрів «Кришталеве джерело» (Єсентуки) — Приз «Визнання» імені Римми Маркової

### Номінації
- 2011 — Найвища театральна премія Санкт-Петербурга «Золотий софіт»: Номінант у складі акторського дуету (Наталія Суркова — Філумена Мартурано, Сергій Барковський — Соріано), вистава «Сім'я Соріано, або Італійська комедія», режисер Семен Співак, Молодіжний театр на Фонтанці